# Nicolas Bochsa
Robert Nicolas Charles Bochsa (Montmédy, Francia, 9 de agosto de 1789 - Sídney, Australia, 6 de enero de 1856), fue un compositor y arpista francés célebre en su época. Compuso numerosas óperas, ballets y abundantes composiciones para arpa.

## Vida
Su padre fue un músico de Bohemia llamado Karl Bochsa que estableció su negocio en París, fue responsable de que Bochsa compusiera y tocara frente a un público sus propias obras desde su niñez. En 1807 se fue a estudiar al conservatorio de París con una generosa beca bajo la protección del mismo Napoleón Bonaparte. En 1813 fue nombrado arpista de la Orquesta Imperial y empezó a componer óperas de ópera-comique. Impartió clases a la emperatriz Josefina entre otras celebridades. Había convertido el arpa en el instrumento de moda entre las clases altas y trabajó bajo la tutela de Napoleón como de Luis XVIII. Estaba bien relacionado con el poder y era famoso también por sus escarceos amorosos. Sin embargo, en 1817 estuvo envuelto en problemas con la justicia por fraude y falsificación de documentos como firmas y letras de cambio. Huyó a Londres, Reino Unido. Fue condenado a 12 años de trabajos forzados y una multa de 4.000 francos en su ausencia.

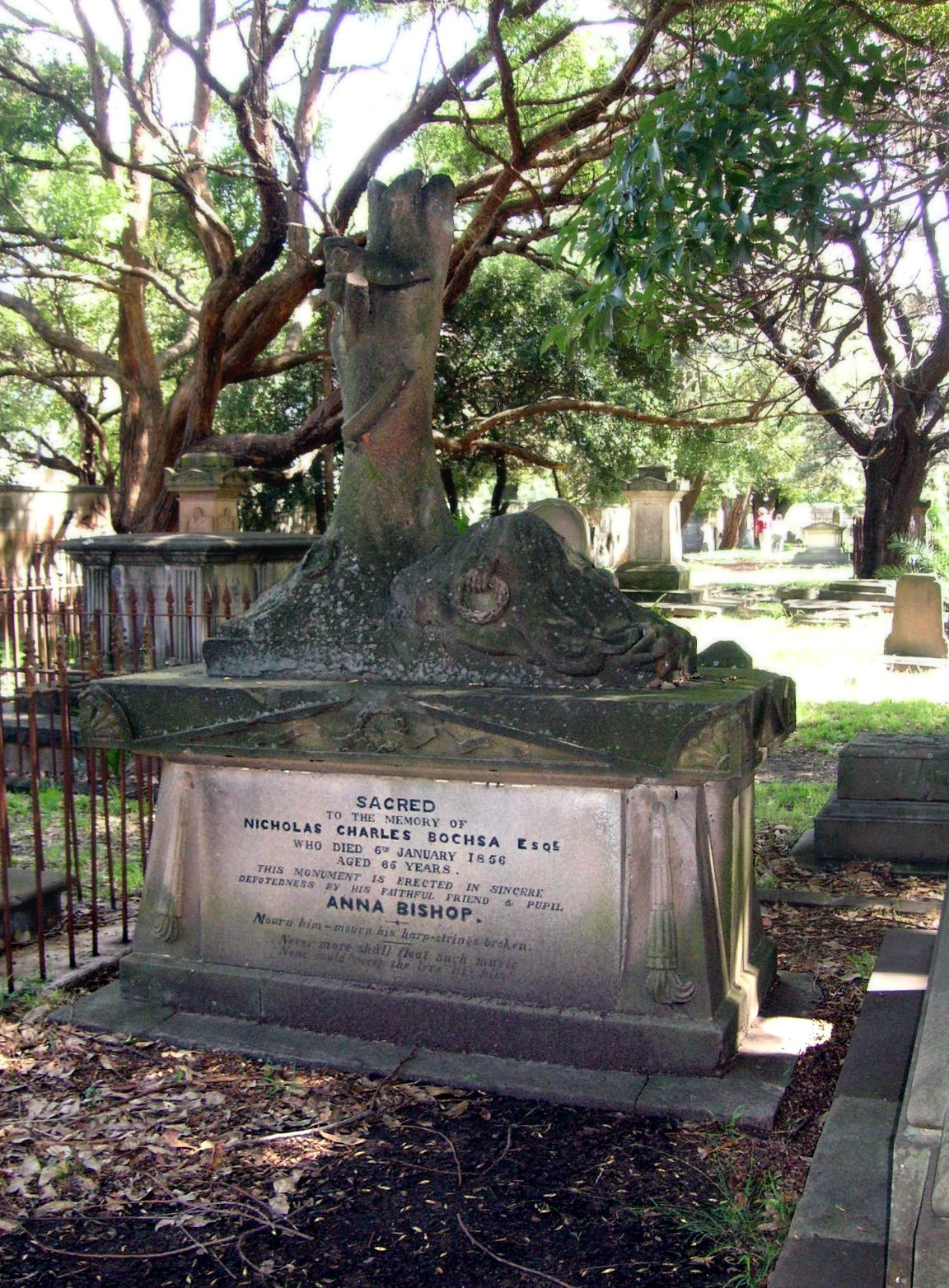
Tumba de Bochsa en Sídney. Deteriorada por vandalismo.

En Londres estaba a salvo de la justicia francesa. Era famoso en la metrópolis y no le faltaba trabajo, enseñó a la duquesa de Wellington y las hijas del duque de Clarence entre otros. Ayudó a fundar la Royal Academy of Music en 1821 y fue su secretario. Allí dio clases, al prestigioso Elias Parish Alvars. Cuando se descubrió su pasada condena en 1826 se vio obligado a renunciar. Luego se convirtió en el director musical del King´s Theatre (1826-1832) en Londres.
En 1839 se involucró en otro escándalo al fugarse por EE. UU, México, Caribe y por Europa, salvo Francia, con la esposa del compositor Henry Bishop, la cantante Anna Bishop. En Nápoles Bochsa fue nombrado director del Regio Teatro San Carlo donde permaneció dos años. En estos años Bochsa sufría continuos problemas de salud.
Junto a Anna, Bochsa llegó a Sídney en Nueva Gales del Sur, en plena fiebre del oro en diciembre de 1855. Ciudad donde moriría poco después. Su entierro tuvo la actuación de un coro que cantó un réquiem compuesto tres días atrás por él mismo. Anna Bishop encargó una elaborada tumba en el cementerio de Camperdown.

## Bibliografía

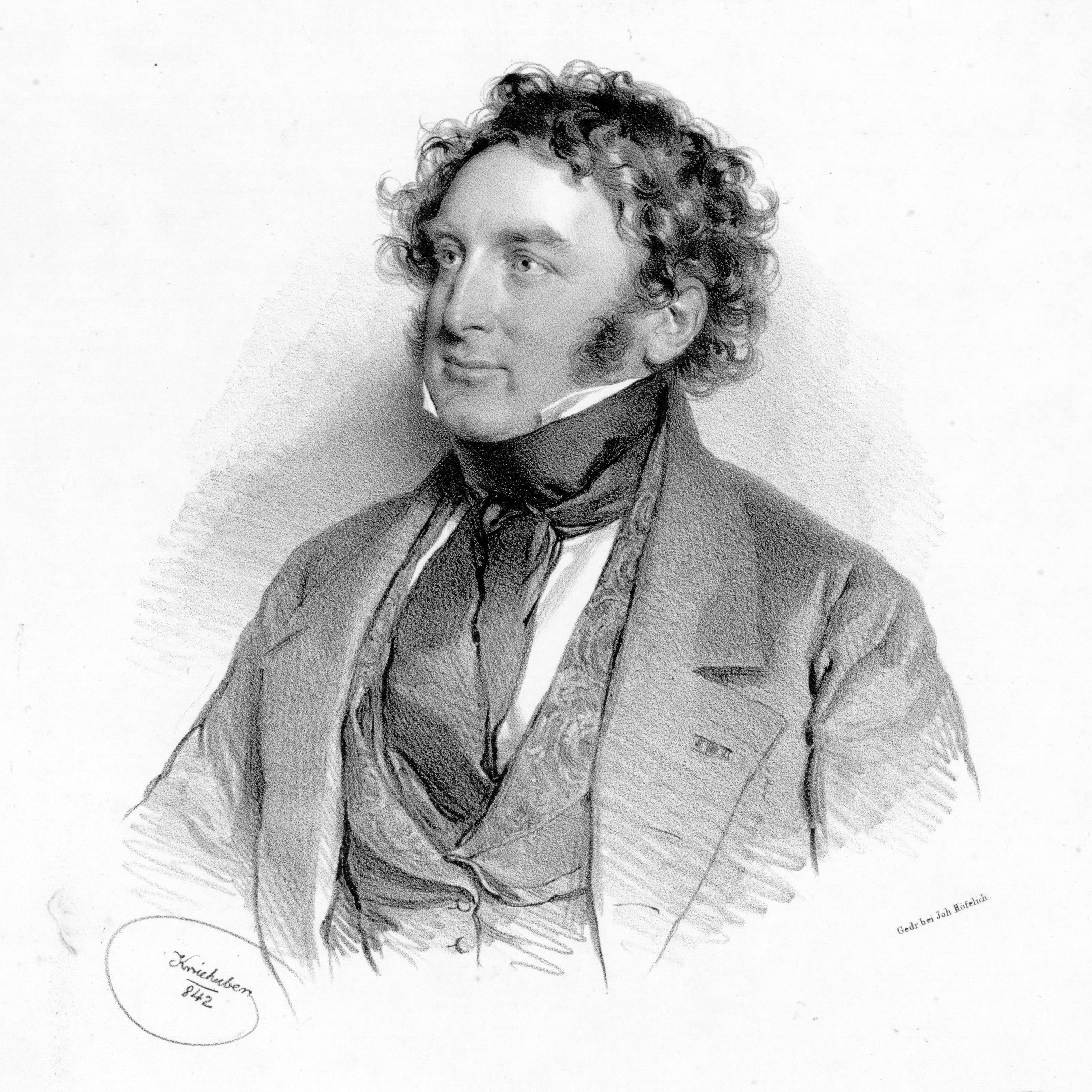
Nicolas-Charles Bochsa, 1842